# FC Emmen in het seizoen 2012/13
Het seizoen 2012/2013 is het 28e jaar in het betaalde voetbal van de Emmer voetbalclub FC Emmen. De club kwam uit in de Nederlandse Eerste divisie en nam deel aan het toernooi om de KNVB beker.

## Algemeen
Na de voltooiing van Operatie Schoon Schip wordt de begroting verhoogt naar € 2,4 miljoen. In de persoon van Joop Gall is er een nieuwe hoofdtrainer aangesteld. Hij spreekt de ambitie uit te eindigen in het linkerrijtje. Verder heeft de club weer een zelfstandige jeugdopleiding bij de C- en D-junioren. Voor de A- en B-junioren wordt nauw samengewerkt met VV Emmen.
Gedurende het seizoen raakt de club in conflict met voormalig sponsor Bikkel Groep; het bedrijf eist de door haar gedane investering in het voormalige spelersfonds terug en wordt in een rechtszaak in het gelijk gesteld. Een sneeuwbaleffect, en daarmee nieuwe financiële problemen, dreigt voor de club, maar uiteindelijk komen Bikkel en FC Emmen tot een akkoord.
In sportief opzicht is het opnieuw een ietwat teleurstellend seizoen, het linkerrijtje wordt wederom niet gehaald.

## Resultaten

### Seizoensresultaten (tussenstand)
FC Emmen in de Eerste divisie 2012/13:
| Stand | Gespeeld | Gewonnen | Gelijk | Verloren | Punten | Doelpunten voor | Doelpunten tegen | Gele kaarten | Rode kaarten | Geelrode kaarten | Gemiddeld aantal toeschouwers |
| ----- | -------- | -------- | ------ | -------- | ------ | --------------- | ---------------- | ------------ | ------------ | ---------------- | ----------------------------- |
| 12    | 30       | 8        | 8      | 14       | 32     | 38              | 52               | 55           | 2            | 3                | 2446                          |

### Wedstrijdresultaten

#### Eerste Divisie
|                                                           |                    |           |                  | |
| 10 augustus 2012, 20:00                                   | FC Emmen           | 1-1 (0-0) | FC Dordrecht     | Opstelling FC Emmen: |
| Univé Stadion, Emmen 2028 toeschouwers Arbiter: Dieperink | Kelvin Maynard 90' |           | 69' Adnan Alisic | Van der Vlag , Bakkati, Maynard, De Groot , Kunst, Bannink, Almubaraki (84' Rojer), Velda , Wijks (61' De Visscher), Ter Heide (40' Weghorst), Mamedov |

|                                                              |                                              |           |          | |
| 17 augustus 2012, 20:00                                      | Excelsior Rotterdam                          | 2-0 (2-0) | FC Emmen | Opstelling FC Emmen: |
| Stadion Woudestein, Rotterdam 1566 toeschouwers Arbiter: Bax | Mick van Buren (str.) 11' Mick van Buren 38' |           |          | Van der Vlag , Maynard, De Groot , Van der Linden , Kunst, Bannink, Almubaraki (81' Mazzetti), Velda, Wijks (77' De Visscher), Weghorst, Mamedov (46' Rojer) |

|                                                               |                                                          |           |                     | |
| 24 augustus 2012, 20:00                                       | Fortuna Sittard                                          | 3-1 (1-1) | FC Emmen            | Opstelling FC Emmen: |
| Trendwork Arena, Sittard 4075 toeschouwers Arbiter: Gerritsen | Abdelaziz Khalouta 43' Kévin Diaz 58' Patrick N'Koyi 87' |           | 6' Anmar Almubaraki | Van der Vlag, Maynard, Mazzetti, Van der Linden (84' De Groot), Kunst, Bannink, Almubaraki , Velda , Wijks (63' Mamedov), Weghorst , Rojer (73' Worm) |

|                                                                 |          |     |                  | |
| 31 augustus 2012, 20:00                                         | FC Emmen | 0-0 | Sparta Rotterdam | Opstelling FC Emmen: |
| Univé Stadion, Emmen 1923 toeschouwers Arbiter: Van den Kerkhof |          |     |                  | Van der Vlag, Maynard, Mazzetti (46' Bakkati), Van der Linden , Kunst, Bannink , Almubaraki, Velda, Wijks (78' Mamedov), Weghorst (46' Worm) , Rojer |

|                                                                 |         |     |          | |
| 17 september 2012, 20:00                                        | Telstar | 0-0 | FC Emmen | Opstelling FC Emmen: |
| TATA Steel Stadion, Velsen-Zuid 2164 toeschouwers Arbiter: Otto |         |     |          | Van der Vlag, Bakkati, Maynard, Van der Linden , Kunst, Bannink , Worm, Velda, Wijks (23' Mamedov), Rojer (79' Weghorst), Almubaraki (86' De Wit) |

|                                                       |                                                     |           |              | |
| 21 september 2012, 20:00                              | FC Emmen                                            | 2-1 (0-1) | SC Veendam   | Opstelling FC Emmen: |
| Univé Stadion, Emmen 3188 toeschouwers Arbiter: Honig | Antoine van der Linden (str.) 52' Wout Weghorst 58' |           | 32' Boy Deul | Van der Vlag, Bakkati, Maynard, Van der Linden , Kunst, De Wit (84' Metaj), Worm (67' De Groot), Velda , Mamedov, Rojer (44' Weghorst ), Almubaraki |

Bijzonderheid: SC Veendam werd gedurende het seizoen wegens een faillissement uit de competitie gehaald. De tegen hen gespeelde wedstrijd wordt daardoor ongeldig verklaard met betrekking tot de stand in de competitie. De behaalde individuele statistieken van spelers (aantal wedstrijden, doelpunten en kaarten) blijven echter ongewijzigd.
|                                                                          |                   |           |                                                       | |
| 28 september 2012, 20:00                                                 | FC Den Bosch      | 0-3 (0-1) | FC Emmen                                              | Opstelling FC Emmen: |
| Stadion De Vliert, 's-Hertogenbosch 3883 toeschouwers Arbiter: Dieperink | Randy Wolters 78' |           | 40' Alexander Bannink 52' Wout Weghorst 60' Kay Velda | Van der Vlag, Bakkati, Maynard, Van der Linden , Kunst, De Wit (80' De Groot) (90' Mazzetti), Bannink, Velda , Mamedov, Weghorst, Almubaraki |

|                                                        |          |           |                                                               | |
| 5 oktober 2012, 20:00                                  | FC Emmen | 0-3 (0-2) | MVV Maastricht                                                | Opstelling FC Emmen: |
| Univé Stadion, Emmen 3018 toeschouwers Arbiter: Abbink |          |           | 41' (e.d.) Kelvin Maynard 45' Bryan Smeets 77' Danny Schreurs | Van der Vlag, Bakkati, Maynard , Van der Linden (69' Mazzetti), Kunst, De Wit (82' Görtz), Bannink, Velda, Mamedov (63' Wijks), Weghorst, Almubaraki |

|                                                                    | |           |                   | |
| 19 oktober 2012, 20:00                                             | AGOVV Apeldoorn                                                                                             | 6-1 (1-1) | FC Emmen          | Opstelling FC Emmen: |
| Fly Brazil stadion, Apeldoorn 2209 toeschouwers Arbiter: Gözübüyük | Romario Kortzorg 39' Romario Kortzorg 55' Joey Godee 66' Joey Godee 73' Romario Kortzorg 79' Joey Godee 86' |           | 28' Wout Weghorst | Van der Vlag, Bakkati, Maynard, Van der Linden , Kunst (52' Almubaraki), De Wit (71' Worm), Bannink, Velda, Wijks (71' Rojer), Weghorst, Mamedov |

Bijzonderheid: AGOVV Apeldoorn werd gedurende het seizoen wegens een faillissement uit de competitie gehaald. De tegen hen gespeelde wedstrijd wordt daardoor ongeldig verklaard met betrekking tot de stand in de competitie. De behaalde individuele statistieken van spelers (aantal wedstrijden, doelpunten en kaarten) blijven echter ongewijzigd.
|                                                        |                   |           |                          | |
| 26 oktober 2012, 20:00                                 | FC Emmen          | 1-1 (0-0) | Helmond Sport            | Opstelling FC Emmen: |
| Univé Stadion, Emmen 1783 toeschouwers Arbiter: Mulder | Wout Weghorst 61' |           | 90' Daniel Guijo-Velasco | Van der Vlag, Bakkati, Maynard , Van der Linden , Görtz , De Wit (79' Mamedov), Worm (71' Bannink), Velda , Wijks (46' Rojer), Weghorst , Almubaraki |

|                                                                 |                  |           |                                                                 | |
| 2 november 2012, 20:00                                          | FC Emmen         | 1-3 (0-0) | De Graafschap                                                   | Opstelling FC Emmen: |
| Univé Stadion, Emmen 1841 toeschouwers Arbiter: Van den Kerkhof | Marvin Wijks 53' |           | 66' Anco Jansen 77' Anco Jansen 83' (str.) Soufian El Hassnaoui | Van der Vlag , Bakkati, Görtz, De Wit, Kunst, Wijks (84' Almubaraki), Bannink, Metaj (73' Mravec ), De Visscher (79' Rojer), Weghorst , Ter Heide |

|                                                                     |                                        |           |          | |
| 9 november 2012, 20:00                                              | Almere City FC                         | 1-0 (0-0) | FC Emmen | Opstelling FC Emmen: |
| Mitsubishi Forklift-Stadion, Almere 1343 toeschouwers Arbiter: Boot | Gino Felixdaal 46' Rihairo Meulens 81' |           |          | Van der Vlag , Bakkati, Maynard, De Wit, Kunst, Wijks, Bannink, Velda , De Visscher (67' Almubaraki), Weghorst, Ter Heide |

|                                                       |                                                               |           |                                    | |
| 16 november 2012, 20:00                               | FC Emmen                                                      | 2-2 (1-1) | FC Eindhoven                       | Opstelling FC Emmen: |
| Univé Stadion, Emmen 2335 toeschouwers Arbiter: Honig | Jeffrey de Visscher 43' Ruud ter Heide 72' Kelvin Maynard 87' |           | 21' Serhat Koç 53' Jasper Waalkens | Van der Vlag , Bakkati , Maynard, De Wit, Kunst, Wijks (80' Mamedov), Bannink (64' Almubaraki), Velda, De Visscher, Weghorst , Ter Heide (73' Rojer) |

|                                                           |                                                       |           |                                       | |
| 23 november 2012, 20:00                                   | FC Volendam                                           | 3-2 (3-1) | FC Emmen                              | Opstelling FC Emmen: |
| Kras Stadion, Volendam 2603 toeschouwers Arbiter: Sanders | Michiel Kramer '12 Raymond Fafiani '24 Jack Tuijp 38' |           | 19' Ruud ter Heide 71' Norair Mamedov | Van der Vlag, Bakkati, Maynard, Van der Linden (82' Velda), Kunst, Wijks, Bannink, De Wit , De Visscher ('46 Mamedov), Ter Heide, Almubaraki (80' Rojer) |

|                                                                |                                    |           |                    | |
| 30 november 2012, 20:00                                        | Go Ahead Eagles                    | 2-1 (1-0) | FC Emmen           | Opstelling FC Emmen: |
| De Adelaarshorst, Deventer 4623 toeschouwers Arbiter: Kamphuis | Marnix Kolder 5' Quincy Promes 78' |           | 55' Shkodran Metaj | Van der Vlag, Bakkati, Maynard (80' Ter Heide), Van der Linden , Kunst, Velda, Almubaraki (76' Rojer), Metaj, Wijks, Weghorst, Mamedov |

|                                                                |                                                   |           |                                      | |
| 14 december 2012, 20:00                                        | FC Oss                                            | 2-2 (1-1) | FC Emmen                             | Opstelling FC Emmen: |
| Frans Heesen Stadion, Oss 1768 toeschouwers Arbiter: Gerritsen | Cayfano Latupeirissa 34' Cayfano Latupeirissa 55' |           | 15' Wout Weghorst 64' Kelvin Maynard | Van der Vlag, Bakkati, Maynard , Van der Linden (46' De Wit), Kunst, Velda , Mamedov, Metaj, Wijks, Weghorst (81' Ter Heide), Almubaraki (72' Rojer) |

|                                                                      |              |     |          | |
| 21 december 2012, 20:00                                              | FC Dordrecht | 0-0 | FC Emmen | Opstelling FC Emmen: |
| GN Bouw Stadion, Dordrecht 1811 toeschouwers Arbiter: Van den Heuvel |              |     |          | Van der Vlag, Bakkati, Maynard, Van der Linden , Kunst , Velda, Mamedov, Metaj (73' Görtz), Wijks (71' Rojer), Weghorst (80' Ter Heide), Almubaraki |

|                                                                                 |                 |           |                    | |
| 2 februari 2013, 20:00                                                          | SC Veendam      | 1-1 (0-1) | FC Emmen           | Opstelling FC Emmen: |
| Gjaltema-stadion aan de Langeleegte, Veendam 2968 toeschouwers Arbiter: Martens | Lars Hutten 67' |           | 29' Norair Mamedov | Van der Vlag, Bakkati, Maynard, Van der Linden , Görtz , Hiariej, Mamedov, Metaj (61' Velda), Wijks (75' Rojer), Weghorst (67' Ter Heide), Jones |

Bijzonderheid: SC Veendam werd gedurende het seizoen wegens een faillissement uit de competitie gehaald. De tegen hen gespeelde wedstrijd wordt daardoor ongeldig verklaard met betrekking tot de stand in de competitie. De behaalde individuele statistieken van spelers (aantal wedstrijden, doelpunten en kaarten) blijven echter ongewijzigd.
|                                                         |                   |           |                                    | |
| 8 februari 2013, 20:00                                  | FC Emmen          | 1-2 (1-2) | FC Den Bosch                       | Opstelling FC Emmen: |
| Univé Stadion, Emmen 1897 toeschouwers Arbiter: Koekoek | Ruud ter Heide 4' |           | 3' Tom van Weert 20' Tom van Weert | Van der Vlag, Bakkati, Maynard, Van der Linden , Kunst, Hiariej, Mamedov (60' Weghorst), Metaj, Wijks (76' Rojer), Ter Heide, Jones (54' Almubaraki) |

|                                                            |                                                                        |           |                                                        | |
| 15 februari 2013, 20:00                                    | Helmond Sport                                                          | 4-3 (1-1) | FC Emmen                                               | Opstelling FC Emmen: |
| Lavans Stadion, Helmond 2243 toeschouwers Arbiter: Nijhuis | Gillian Justiana 40' Samir Fazli 48' Erik Quekel 58' Davy Brouwers 66' |           | 37' Ruud ter Heide 50' Marvin Wijks 72' Kelvin Maynard | Van der Vlag, Bakkati, Maynard, Van der Linden , Kunst, Hiariej, Velda (72' Weghorst), Metaj (72' Almubaraki), Wijks (69' Rojer), Ter Heide , Mamedov |

|                                                           |                                                                         |           |                                    | |
| 18 februari 2013, 20:00                                   | FC Emmen                                                                | 3-2 (1-2) | Fortuna Sittard                    | Opstelling FC Emmen: |
| Univé Stadion, Emmen 1707 toeschouwers Arbiter: Bekebrede | Antoine van der Linden (str.) 43' Norair Mamedov 67' Eldridge Rojer 84' |           | 30' Patrick N'Koyi 40' Ramon Voorn | Van der Vlag, Bakkati, Maynard (46' Rojer), Van der Linden , Kunst, Hiariej , Velda, Metaj , Wijks, Ter Heide (73' Weghorst), Mamedov (86' Almubaraki) |

|                                                         |                 |           |                                      | |
| 1 maart 2013, 20:00                                     | MVV Maastricht  | 1-2 (0-1) | FC Emmen                             | Opstelling FC Emmen: |
| Geusselt, Maastricht 4645 toeschouwers Arbiter: Janssen | Kjell Knops 53' |           | 5' Ruud ter Heide 73' Norair Mamedov | Van der Vlag, Bakkati, Maynard , Van der Linden , Kunst, Hiariej (46' Velda), Mamedov , Metaj (75' Görtz ), Wijks, Ter Heide, Rojer (88' Jones) |

|                                                                 |                                                         |           |                     | |
| 4 maart 2013, 20:00                                             | FC Emmen                                                | 3-1 (1-0) | Excelsior Rotterdam | Opstelling FC Emmen: |
| Univé Stadion, Emmen 1847 toeschouwers Arbiter: Van den Kerkhof | Ruud ter Heide 21' Ruud ter Heide 67' Wout Weghorst 90' |           | 87' Daan Blij       | Van der Vlag, Bakkati, Görtz, Van der Linden , Kunst, Hiariej, Mamedov (14' Velda), Metaj (68' De Wit), Wijks, Ter Heide (88' Weghorst), Rojer |

|                                                     |                                     |           |                     | |
| 8 maart 2013, 20:00                                 | FC Emmen                            | 2-0 (1-0) | Go Ahead Eagles     | Opstelling FC Emmen: |
| Univé Stadion, Emmen 2080 toeschouwers Arbiter: Bax | Eldridge Rojer 41' Marvin Wijks 90' |           | 87' Xander Houtkoop | Van der Vlag, Bakkati, Maynard, Van der Linden , Kunst , Hiariej (29' De Wit), Wijks, Velda (75' Görtz), Almeida, Ter Heide, Rojer (82' Jones) |

|                                                            |                                                                                        |           |                              | |
| 15 maart 2013, 20:00                                       | De Graafschap                                                                          | 4-1 (2-0) | FC Emmen                     | Opstelling FC Emmen: |
| De Vijverberg, Doetinchem 8453 toeschouwers Arbiter: Honig | Tim Vincken (str.) 20' Robin Pröpper 42' Jordan Garcia-Calvete 50' Jerry van Ewijk 90' |           | 64' Elson do Rosario Almeida | Van der Vlag , Bakkati , Maynard , Van der Linden , Kunst, De Wit (58' Metaj), Wijks, Velda, Almeida (70' Weghorst), Ter Heide , Rojer (55' Almubaraki) |

|                                                        |                         |           |                    | |
| 29 maart 2013, 20:00                                   | FC Emmen                | 1-1 (1-1) | Telstar            | Opstelling FC Emmen: |
| Univé Stadion, Emmen 1780 toeschouwers Arbiter: Abbink | Jerold Promes (e.d.) 6' |           | 4' Jergé Hoefdraad | Van der Vlag, Bakkati, Maynard, Van der Linden , Kunst, Hiariej , Wijks, Velda, Almeida (67' Worm), Ter Heide (75' Weghorst), Rojer (62' Almubaraki) |

|                                                                           |                  |           |                              | |
| 1 april 2013, 14:30                                                       | Sparta Rotterdam | 0-1 (0-1) | FC Emmen                     | Opstelling FC Emmen: |
| Sparta-Stadion Het Kasteel, Rotterdam 10800 toeschouwers Arbiter: Sanders |                  |           | 25' Elson do Rosario Almeida | Van der Vlag, Bakkati, Maynard (77' Görtz), Van der Linden , Kunst, Hiariej, Wijks (86' Almubaraki), Velda, Almeida, Ter Heide, Rojer (59' Worm) |

|                                                           |          |           |                                   | |
| 5 april 2013, 20:00                                       | FC Emmen | 0-2 (0-1) | FC Volendam                       | Opstelling FC Emmen: |
| Univé Stadion, Emmen 4113 toeschouwers Arbiter: Braamhaar |          |           | 6' Ludcinio Marengo 78' Jack Tuyp | Van der Vlag, Bakkati, Maynard , Van der Linden , Kunst, Hiariej, Wijks (85' Worm), Velda (79' Mamedov), Almeida, Ter Heide, Rojer (46' Weghorst) |

|                                                                     |                                                                         |           |                    | |
| 12 april 2013, 20:00                                                | FC Eindhoven                                                            | 4-1 (3-1) | FC Emmen           | Opstelling FC Emmen: |
| Jan Louwers Stadion, Eindhoven 2133 toeschouwers Arbiter: Bekebrede | Gianluca Maria 14' Gianluca Maria 18' GIanluca Maria 20' Serhat Koç 90' |           | 23' Ruud ter Heide | Van der Vlag, Görtz, De Wit, Van der Linden (75' Jones), Kunst, Hiariej, Mamedov (46' Weghorst) , Velda, Wijks, Ter Heide, Almubaraki (46' Worm) |

|                                                                |                                                         |           |                | |
| 19 april 2013, 20:00                                           | FC Emmen                                                | 3-0 (1-0) | Almere City FC | Opstelling FC Emmen: |
| Univé Stadion, Emmen 2107 toeschouwers Arbiter: Van den Heuvel | Wout Weghorst 30' Marvin Wijks 88' Anmar Almubaraki 90' |           |                | Van der Vlag, Maynard, Görtz , Van der Linden , Metaj , De Wit (76' Almubaraki), Worm (72' Mamedov), Velda, Wijks (88' Rojer), Weghorst, Jones |

|                                                       |                   |           |                                                         | |
| 11 maart 2013, 20:00                                  | FC Emmen          | 1-3 (1-1) | Cambuur Leeuwarden                                      | Opstelling FC Emmen: |
| Univé Stadion, Emmen 3985 toeschouwers Arbiter: Honig | Wout Weghorst 32' |           | 33' Michiel Hemmen 60' Martijn Barto 82' Michiel Hemmen | Van der Vlag, Almeida, Maynard, Van der Linden , Metaj, Velda, Mamedov (46' Almubaraki ), Worm (70' Ter Heide), Rojer, Weghorst, Jones (79' Wijks) |

|                                                                |                                                                                    |           |          | |
| 26 april 2013, 20:00                                           | Cambuur Leeuwarden                                                                 | 4-0 (1-0) | FC Emmen | Opstelling FC Emmen: |
| Cambuurstadion, Leeuwarden 9712 toeschouwers Arbiter: Kamphuis | Martijn van der Laan 14' Adnane Tighadouini 47' Martijn Barto 67' Mark Diemers 85' |           |          | Van der Vlag, Almeida, Maynard (28' Görtz), Van der Linden , Metaj, Hiariej (77' Mamedov ), Worm, Velda, Wijks, Ter Heide, Rojer (46' Jones) |

|                                                           |                                       |           |                    | |
| 3 mei 2013, 20:00                                         | FC Emmen                              | 2-1 (1-1) | FC Oss             | Opstelling FC Emmen: |
| Univé Stadion, Emmen 3507 toeschouwers Arbiter: Bekebrede | Ruud ter Heide 26' Norair Mamedov 88' |           | 13' Dennis Janssen | Zeinstra, Almeida, Görtz, De Wit, Kunst, Velda, Worm (74' Mamedov), Metaj (63' Almubaraki), Wijks, Ter Heide (79' Weghorst), Jones |

#### KNVB beker
|                                                                     |      |          |          | |
| 26 september 2012, 20:00                                            | VVOG | 0-0 n.v. | FC Emmen | Opstelling FC Emmen: |
| Sportpark De Strokel, Harderwijk 500 toeschouwers Arbiter: Kamphuis |      |          |          | Van der Vlag, Bakkati, Maynard, Van der Linden , Kunst, De Groot (114' Görtz), Bannink , Velda, Mamedov (70' De Wit), Weghorst, Almubaraki |

|                                                                               |       | strafschoppen                                                                     |  |
| Dennis van Vuuren Sam Doeve Lars Kerver Lennard van den Brink Jeremy de Graaf | 4 – 5 | Anmar Almubaraki Said Bakkati Yannick de Wit Wout Weghorst Antoine van der Linden |  |

|                                                                      |                  |          |          | |
| 30 oktober 2012, 20:00                                               | Rijnsburgse Boys | 0-0 n.v. | FC Emmen | Opstelling FC Emmen: |
| Sportpark Middelmors, Rijnsburg 2000 toeschouwers Arbiter: Bekebrede |                  |          |          | Van der Vlag , Bakkati, De Wit , Mazzetti , Kunst, Bannink, Worm , Velda, Wijks (46' Rojer), Weghorst (98' Mamedov), Almubaraki (67' Metaj) |

| |       | strafschoppen |  |
| Ruud Kras Peter Freke Remon van Bochoven Richal Leitoe Kevin Winter Mark van den Boogaart Danny van der Vijver Damiano Schet | 7 - 6 | Shkodran Metaj Said Bakkati Yannick de Wit Eldridge Rojer Rutger Worm Alexander Bannink Mauricio Mazzetti Norair Mamedov |  |

## Selectie

### Technische staf
| Naam               | Functie            |
| ------------------ | ------------------ |
| Joop Gall          | Hoofdtrainer       |
| Joseph Oosting     | Assistent-trainer  |
| Jannes Wolters     | Assistent-trainer  |
| Richard Moes       | Keeperstrainer     |
| Erwin Buurmeijer   | Revalidatietrainer |
| Berry Lampe        | Fysiotherapeut     |
| Jan Haak           | Verzorger          |
| Rini van Vilsteren | Elftalleider       |

### Spelers en -statistieken
| #  | Land                | Naam                     | Competitie | Competitie | Beker   | Beker   | Totaal  | Totaal  | Contract tot | Seizoen bij FC Emmen | Vorige club              | Debuut FC Emmen   |         |         |         |         |
| #  | Land                | Naam                     | W          |            | W       |         | W       |         | Contract tot | Seizoen bij FC Emmen | Vorige club              | Debuut FC Emmen   |         |         |         |         |
|    |                     | Keepers                  | Keepers    | Keepers    | Keepers | Keepers | Keepers | Keepers | Keepers      | Keepers              | Keepers                  | Keepers           | Keepers | Keepers | Keepers | Keepers |
| -- | ------------------- | ------------------------ | ---------- | ---------- | ------- | ------- | ------- | ------- | ------------ | -------------------- | ------------------------ | ----------------- | ------- | ------- | ------- | ------- |
| 1  | Vlag van Nederland  | Peter van der Vlag       | 32         | 0          | 2       | 0       | 34      | 0       | 2014         | 1e                   | Go Ahead Eagles          | 10 augustus 2012  |         |         |         |         |
| 32 | Vlag van Nederland  | Bart Woering             | 0          | 0          | 0       | 0       | 0       | 0       | Amateur      | 1e                   | VV Sleen                 |                   |         |         |         |         |
| 26 | Vlag van Nederland  | Harm Zeinstra            | 1          | 0          | 0       | 0       | 1       | 0       | 2013         | 4e                   | sc Heerenveen (jeugd)    | 18 oktober 2009   |         |         |         |         |
|    |                     | Verdedigers              |            |            |         |         |         |         |              |                      |                          |                   |         |         |         |         |
| 2  | Vlag van Nederland  | Said Bakkati             | 26         | 0          | 2       | 0       | 28      | 0       | 2014         | 1e                   | FC Zwolle                | 10 augustus 2012  |         |         |         |         |
| 3  | Vlag van Nederland  | Kevin Görtz              | 13         | 0          | 1       | 0       | 14      | 0       | 2014         | 7e                   | FC Emmen (jeugd)         | 2 maart 2007      |         |         |         |         |
| 24 | Vlag van Nederland  | Jorrit Kunst             | 28         | 0          | 2       | 0       | 30      | 0       | 2013         | 2e                   | FC Groningen             | 5 augustus 2011   |         |         |         |         |
| 4  | Vlag van Nederland  | Antoine van der Linden   | 28         | 2          | 1       | 0       | 29      | 2       | 2015         | 3e                   | Heracles Almelo          | 19 augustus 2001  |         |         |         |         |
| 25 | Vlag van Nederland  | Kelvin Maynard           | 29         | 4          | 1       | 0       | 30      | 4       | 2014         | 1e                   | Kecskeméti TE            | 10 augustus 2012  |         |         |         |         |
| 18 | Vlag van Argentinië | Mauricio Mazzetti        | 5          | 0          | 1       | 0       | 6       | 0       | 2013         | 1e                   | Gimnasia de Mendoza      | 17 augustus 2012  |         |         |         |         |
| 27 | Vlag van Nederland  | Roan Poelstra            | 0          | 0          | 0       | 0       | 0       | 0       | Amateur      | 1e                   | FC Zwolle (jeugd)        |                   |         |         |         |         |
| 29 | Vlag van Nederland  | Randel Shakison          | 0          | 0          | 0       | 0       | 0       | 0       | 2014         | 1e                   | Fortuna Sittard          |                   |         |         |         |         |
| 12 | Vlag van Nederland  | Marijn Sterk             | 0          | 0          | 0       | 0       | 0       | 0       | 2014         | 2e                   | FC Volendam              | 29 augustus 2011  |         |         |         |         |
|    |                     | Middenvelders            |            |            |         |         |         |         |              |                      |                          |                   |         |         |         |         |
| 10 | Vlag van Irak       | Anmar Almubaraki         | 27         | 2          | 2       | 0       | 29      | 2       | 2014         | 1e                   | Heracles Almelo          | 10 augustus 2012  |         |         |         |         |
| 19 | Vlag van Nederland  | Alexander Bannink        | 13         | 1          | 2       | 0       | 15      | 1       | 2014         | 1e                   | FC Twente                | 10 augustus 2012  |         |         |         |         |
| 20 | Vlag van Nederland  | Bart de Groot            | 5          | 0          | 1       | 0       | 6       | 0       | 2013         | 3e                   | sc Heerenveen (jeugd)    | 13 augustus 2010  |         |         |         |         |
| 7  | Vlag van Nederland  | Tom Hiariej              | 12         | 0          | 0       | 0       | 12      | 0       | 2013 huur    | 1e                   | FC Groningen             | 1 februari 2013   |         |         |         |         |
| 8  | Vlag van Nederland  | Shkodran Metaj           | 16         | 1          | 1       | 0       | 17      | 1       | 2014         | 2e                   | FC Groningen             | 5 augustus 2011   |         |         |         |         |
| 17 | Vlag van Slowakije  | Michal Mravec            | 1          | 0          | 0       | 0       | 1       | 0       | 2013         | 2e                   | Sporting Kansas City     | 5 augustus 2011   |         |         |         |         |
| 6  | Vlag van Nederland  | Kay Velda                | 31         | 1          | 1       | 0       | 32      | 1       | 2013         | 3e                   | PSV (jeugd)              | 29 oktober 2010   |         |         |         |         |
| 23 | Vlag van Nederland  | Yannick de Wit           | 17         | 0          | 2       | 0       | 19      | 0       | 2014         | 1e                   | Go Ahead Eagles          | 17 september 2012 |         |         |         |         |
| 15 | Vlag van Nederland  | Rutger Worm              | 14         | 0          | 1       | 0       | 15      | 0       | 2013         | 1e                   | Melbourne Heart          | 24 augustus 2012  |         |         |         |         |
|    |                     | Aanvallers               |            |            |         |         |         |         |              |                      |                          |                   |         |         |         |         |
| 14 | Vlag van Nederland  | Elson do Rosario Almeida | 8          | 2          | 0       | 0       | 8       | 2       | 2013         | 2e                   | FC Utrecht (jeugd)       | 5 augustus 2011   |         |         |         |         |
| 9  | Vlag van Nederland  | Ruud ter Heide           | 23         | 8          | 0       | 0       | 23      | 8       | 2014         | 4e                   | SC Cambuur               | 22 januari 2010   |         |         |         |         |
| 18 | Vlag van Uruguay    | Matías Jones             | 9          | 0          | 0       | 0       | 9       | 0       | 2013 huur    | 1e                   | FC Groningen             | 1 februari 2013   |         |         |         |         |
| 37 | Vlag van Nederland  | Norair Mamedov           | 27         | 5          | 2       | 0       | 29      | 5       | 2013 huur    | 1e                   | FC Zwolle                | 10 augustus 2012  |         |         |         |         |
| 11 | Vlag van Nederland  | Eldridge Rojer           | 28         | 2          | 1       | 0       | 29      | 2       | 2013         | 3e                   | FC Zwolle                | 13 augustus 2010  |         |         |         |         |
| 7  | Vlag van Nederland  | Jeffrey de Visscher      | 6          | 1          | 0       | 0       | 6       | 1       | 2013         | 4e                   | SC Cambuur               | 19 augustus 2001  |         |         |         |         |
| 28 | Vlag van Nederland  | Wout Weghorst            | 28         | 8          | 2       | 0       | 30      | 8       | 2014         | 1e                   | Willem II                | 10 augustus 2012  |         |         |         |         |
| 21 | Vlag van Nederland  | Marvin Wijks             | 31         | 4          | 1       | 0       | 32      | 4       | 2013         | 1e                   | VfB Germania Halberstadt | 10 augustus 2012  |         |         |         |         |

### Mutaties

#### Aangetrokken
Zomer
|                     | Naam                   | Vorige club          | Transfersom  | Contract | Bijzonderheden                                        |
| ------------------- | ---------------------- | -------------------- | ------------ | -------- | ----------------------------------------------------- |
| Vlag van Irak       | Anmar Almubaraki       | Heracles Almelo      | transfervrij | 2014     | optie tot 2015                                        |
| Vlag van Nederland  | Said Bakkati           | FC Zwolle            | transfervrij | 2014     |                                                       |
| Vlag van Nederland  | Alexander Bannink      | FC Twente            | transfervrij | 2014     | optie tot 2015                                        |
| Vlag van Nederland  | Bart de Groot          | sc Heerenveen        | transfervrij | 2013     | was gehuurd                                           |
| Vlag van Nederland  | Ruud ter Heide         | FC Zwolle            | n.v.t.       | 2014     | was verhuurd                                          |
| Vlag van Nederland  | Antoine van der Linden | Heracles Almelo      | transfervrij | 2015     |                                                       |
| Vlag van Nederland  | Norair Mamedov         | FC Zwolle            | gehuurd      | 2013     | optie tot 2014                                        |
| Vlag van Nederland  | Kelvin Maynard         | Kecskeméti TE        | transfervrij | 2014     |                                                       |
| Vlag van Argentinië | Mauricio Mazzetti      | Gimnasia de Mendoza  | transfervrij | 2013     | optie tot 2014                                        |
| Vlag van Nederland  | Roan Poelstra          | FC Zwolle            | transfervrij | Amateur  |                                                       |
| Vlag van Nederland  | Randy Rustenberg       | Pattaya United FC    | transfervrij | 2013     | optie tot 2014, voor seizoensstart vertrokken         |
| Vlag van Nederland  | Randel Shakison        | Fortuna Sittard      | transfervrij | 2014     | optie tot 2015                                        |
| Vlag van Nederland  | Peter van der Vlag     | Go Ahead Eagles      | transfervrij | 2014     | contract bij Go Ahead Eagles ontbonden                |
| Vlag van Nederland  | Wout Weghorst          | Willem II            | transfervrij | 2014     | optie tot 2015, begon aan het seizoen op amateurbasis |
| Vlag van Nederland  | Marvin Wijks           | Germania Halberstadt | transfervrij | 2013     | optie tot 2014                                        |
| Vlag van Nederland  | Yannick de Wit         | Go Ahead Eagles      | transfervrij | 2014     | optie tot 2015, begon aan het seizoen op amateurbasis |
| Vlag van Nederland  | Bart Woering           | VV Sleen             | transfervrij | 2013     | optie tot 2014                                        |
| Vlag van Nederland  | Rutger Worm            | Melbourne Heart      | transfervrij | 2013     | optie tot 2014                                        |
| Vlag van Nederland  | Harm Zeinstra          | sc Heerenveen        | transfervrij | 2013     | was gehuurd                                           |

Tussentijds en winter
|                    | Naam         | Vorige club  | Transfersom | Contract | Bijzonderheden       |
| ------------------ | ------------ | ------------ | ----------- | -------- | -------------------- |
| Vlag van Nederland | Tom Hiariej  | FC Groningen | huur        | 2013     | per 26 december 2012 |
| Vlag van Uruguay   | Matías Jones | FC Groningen | huur        | 2013     | per 13 januari 2013  |

#### Vertrokken
Zomer
|                      | Naam                | Nieuwe club      | Transfersom  | Bijzonderheden                   |
| -------------------- | ------------------- | ---------------- | ------------ | -------------------------------- |
| Vlag van Frankrijk   | Matthieu Bemba      | Ethnikos Achna   | transfervrij | contract ontboden wegens heimwee |
| Vlag van Duitsland   | Mehmet Boztepe      | SV Wuppertal     | transfervrij | optie niet gelicht               |
| Vlag van Griekenland | Vasileios Emmanouil | onbekend         | n.v.t.       | was gehuurd van sc Heerenveen    |
| Vlag van Nederland   | Sander Fischer      | AGOVV Apeldoorn  | transfervrij |                                  |
| Vlag van Nederland   | Arsenio Halfhuid    | Haaglandia       | transfervrij |                                  |
| Vlag van Nederland   | Enzo Huntink        | SVV Scheveningen | n.v.t.       | was gehuurd van sc Heerenveen    |
| Vlag van Nederland   | Renaldo Jongebloet  | FC Lisse         | n.v.t.       | was gehuurd van FC Dordrecht     |
| Vlag van Duitsland   | Mike Koenders       | FC Zwolle        | transfervrij | was gehuurd van sc Heerenveen    |
| Vlag van Nederland   | Ismail Oruc         | Haaglandia       | transfervrij |                                  |
| Vlag van Nederland   | Michel Poldervaart  | gestopt          | n.v.t.       |                                  |
| Vlag van Nederland   | Randy Rustenberg    | onbekend         | transfervrij | was even eerder aangetrokken     |
| Vlag van Nederland   | Ernesto Seymonson   | Orihuela CF      | n.v.t.       | was gehuurd van sc Heerenveen    |
| Vlag van Nederland   | Randy Wolters       | FC Den Bosch     | transfervrij |                                  |

Tussentijds en winter
|                     | Naam                | Nieuwe club            | Transfersom  | Bijzonderheden                        |
| ------------------- | ------------------- | ---------------------- | ------------ | ------------------------------------- |
| Vlag van Argentinië | Mauricio Mazzetti   | Universitario de Sucre | transfervrij | contract ontbonden per 1 januari 2013 |
| Vlag van Slowakije  | Michal Mravec       | MŠK Žilina             | transfervrij | per 26 januari 2013                   |
| Vlag van Nederland  | Jeffrey de Visscher | SC Genemuiden          | transfervrij | contract ontbonden per 1 januari 2013 |

Alle gegevens bijgewerkt tot en met 1 maart 2013.
AGOVV Apeldoorn ·
Almere City FC ·
SC Cambuur ·
FC Den Bosch ·
FC Dordrecht ·
FC Eindhoven ·
FC Emmen ·
Excelsior ·
Fortuna Sittard ·
Go Ahead Eagles ·
De Graafschap ·
Helmond Sport ·
MVV Maastricht ·
FC Oss ·
Sparta Rotterdam ·
Telstar ·
BV Veendam ·
FC Volendam